# Коляда, Николай Владимирович
Никола́й Влади́мирович Коляда́ (род. 4 декабря 1957, Пресногорьковка) — советский и российский драматург, актёр, театральный режиссёр, прозаик, создатель и художественный руководитель «Коляда-театра»; заслуженный деятель искусств Российской Федерации (2003).
Живёт и работает в Екатеринбурге.

## Биография
Родился в селе Пресногорьковка Ленинского района Кустанайской области (Казахская ССР) в семье работников совхоза. Имеет сестру и брата.
1973—1977 — учился в Свердловском театральном училище на курсе В. М. Николаева.
1978—1980 — служил в войсках связи УрВО в Перми.
1977—1983 — в труппе Свердловского академического театра драмы.
1982 — первая публикация: рассказ «Склизко!» в газете «Уральский рабочий». Печатался в газетах «Вечерний Свердловск» и «Уральский рабочий», в журнале «Урал», в сборниках молодых уральских писателей Средне-Уральского книжного издательства «Начало лета» и «Ожидание».
1982 — написана первая пьеса «Дом в центре города».
1983—1989 — учился на заочном отделении прозы в Литературном институте имени А. М. Горького (семинар В. М. Шугаева), работал руководителем агитбригады во Дворце культуры имени Горького Домостроительного комбината, был литсотрудником газеты «Калининец» на заводе имени Калинина.
1987 — первая публикация: пьеса «Играем в фанты».
В 1989 году на Всесоюзном совещании молодых писателей принят в члены Союза писателей СССР и в члены Литературного фонда РФ, в 1990 году — в члены Союза театральных деятелей РФ.
В период 1992—1993 годов жил в Германии, куда был приглашён на стипендию в Академию Шлёсс Солитюде (Штутгарт), работал актёром в немецком театре «Дойче Шаушпиль Хаус» (Гамбург).
В декабре 1994 года провёл в Екатеринбурге первый фестиваль пьес одного драматурга «Коляда-Plays». Участники — 18 театров России и дальнего зарубежья.
С 1994 года преподаёт в Екатеринбургском государственном театральном институте на курсе «Драматургия». Среди его бывших студентов Олег Богаев, Екатерина Бронникова, Ирина Васьковская, Семён Вяткин, Татьяна Гарбар, Роман Дымшаков, Роман Козырчиков, Надежда Колтышева, Александр Найдёнов, Ярослава Пулинович, Василий Сигарев, Ринат Ташимов, Светлана Баженова, Татьяна Филатова, Валерий Шергин, Татьяна Ширяева.
С середины 1990-х годов как режиссёр начал ставить спектакли на малой сцене Свердловского театра драмы.
С июля 1999 года по август 2010 года — главный редактор журнала «Урал» (заместитель — О. П. Капорейко).
4 декабря 2001 года Коляда официально зарегистрировал свой театр — Некоммерческое партнёрство «Коляда-театр».
В 2003 году впервые провёл Международный конкурс молодых драматургов «Евразия».
В период 2003—2004 годов сотрудничал с Малым драматическим театром «Театрон».
В 2004—2006 годах работал в арендованном помещении в подвале здания на проспекте Ленина, 69. В июле 2006 года из-за конфликта с арендодателем театр лишился помещения. Лишь после серий забастовок с баррикадами и ультиматумами Коляда с труппой переехал в старинный дом на улице Тургенева, 20, где всё пришлось начинать с нуля.
2006 и 2008 — первые большие гастроли «Коляда-театра» в Москве на сценах театра «Современник» и Центра имени В. Э. Мейерхольда.
2009 — создал Центр современной драматургии — площадку театральных экспериментов молодых драматургов и режиссёров.
В 2009 и 2010 годах под руководством Н. Коляды прошли гастроли «Коляда-театра» во Франции.
C 2011 — ежегодный фестиваль «Коляда-театра» в Театральном центре «На Страстном», впервые прошедший в ноябре, а в последующие годы ставший «январским».
Николай Коляда — автор более ста пьес. 38 пьес поставлено в разное время в театрах России, ближнего и дальнего зарубежья. В собственном театре как режиссёр поставил десятки спектаклей, два из которых получили премию губернатора Свердловской области.
Пьесы Коляды переведены на немецкий (15 пьес), английский, французский, итальянский, испанский, шведский, финский, болгарский, польский, латышский, греческий, словенский, сербский, турецкий, украинский, белорусский, венгерский, литовский и многие другие языки. Поставлены на сценах театров Англии, Швеции, Германии, США, Италии, Франции, Финляндии, Канады, Австралии, Венгрии, Югославии, Словении, Македонии, Латвии, Литвы и во многих других странах.
Несколько лет вёл свою телевизионную авторскую программу под названием «Чёрная касса» на Свердловской государственной телерадиокомпании. В 2002 году вёл программу «Мой мир» на телеканале «Культура».
14 января 2014 года из-за нахождения в нетрезвом состоянии в аэропорту «Кольцово» снят с рейса Екатеринбург — Москва.

## Общественная позиция
В декабре 2011 — январе 2012 года Коляда объявил, что голосовал на выборах в Государственную думу России за партию «Единая Россия» и вошел в екатеринбургский «народный штаб» Владимира Путина перед предстоящими в марте 2012 года президентскими выборами. В ночь на 13 января 2012 года «Коляда-театр» был заклеен афишами, которые обещали в день выборов президента России спектакль «Маскарад» — пьесу «о жулике и пламенной любви» с Владимиром Путиным в главной роли и Николаем Колядой в качестве режиссёра. Это возмутило Коляду, действительно готовившего премьеру, которая состоялась после выборов — 20 марта 2012 года. В том же году он вошёл в состав Общественной палаты Свердловской области, где возглавил профильную комиссию по культуре.
К декабрю 2012 года стало известно о решении областных властей профинансировать целевую программу «Развитие культуры в Свердловской области» в 2013 году, по одной из статей которой предполагалось выделить 91 млн рублей на реставрацию бывшего кинотеатра «Искра», предназначавшегося театру Коляды.

## Театр

### Актёр
Свердловский академический театр драмы
- «Дни Турбиных» М. Булгакова — Лариосик
- «Остановите Малахова!» В. Аграновского — Малахов (премия Свердловского Обкома ВЛКСМ)
- «Записки сумасшедшего» Н. В. Гоголя — Поприщин
- «Плоды просвещения» Л. Н. Толстого — Семён
- 1977 — «Проделки Ханумы» по пьесе «Ханума» А. Цагарели, режиссёр Г. Г. Черкезишвили — Кинто
- 1983 — «Женитьба Бальзаминова» А. Островского, режиссёр Александр Попов — Бальзаминов
- 1983— «Чайка» А. Чехова, режиссёр Феликс Григорьян — Медведенко

«Коляда-театр»
- 2005 — «Ревизор» Н. Гоголя — Почмейстер
- 2007 — «Гамлет» У. Шекспира — призрак отца Гамлета
- 2008 — «Король Лир» У. Шекспира — Лир, король Британии
- 2012 — «Слуга двух господ» К. Гольдони — камео
- 2017 — «Двенадцать стульев», инсценировка Н. Коляды по И. Ильфу и Е. Петрову — Киса Воробьянинов

### Режиссёр
Свердловский экспериментальный театр-студия «Галёрка»
- 1988 — «Девять белых хризантем» Н. Коляды

Свердловский театр драмы
- 1994 — «Полонез Огинского» Н. Коляды
- 1995 — «Канотье» Н. Коляды
- 1996 — «Нелюдимо наше море… или Корабль дураков» Н. Коляды
- 1997 — «Куриная слепота» Н. Коляды
- 1997 — «Русская народная почта» О. Богаева
- 1999 — «Уйди-уйди» Н. Коляды
- 2001 — «Ромео и Джульетта» У. Шекспира
- 2002 — «Персидская сирень» Н. Коляды

Коляда-театр
см. Репертуар Коляда-театра
Екатеринбургский театр кукол
- 2008 — «Башмачкин» О. Богаева

Московский театр «Современник»
- 2001 — «Уйди-уйди» Н. Коляды
- 2002 — «Селестина»

Театр «Casa Nova — Junges Schauspiel Essen», Эссен, Германия
- «Полонез Огинского»

Teatr Im. Stefana Jaracza в Lodz (Польша)
- 2014 — «Баба Шанель» Н. Коляды
- 2014 — «Наташина мечта» Я. Пулинович

театр «Teatr Śląski», Катовице
- 2015 — «Женитьба»
- 2018 — «Двенадцать стульев», инсценировка Н. Коляды по книге «Двенадцать стульев» И. Ильфа и Е. Петрова

Театр имени Е. Вахтангова, Москва
- 2019 — «Баба Шанель» Н. Коляды

## Творчество
Николай Коляда является одним из ведущих представителей реализма в современной русской драматургии, прошедшим путь от «чернушного» неонатурализма к неосентиментализму.

### Пьесы
1980-е годы
- «Дом в центре города» (1982). Опубликована: книга пьес Николая Коляды «„Старая зайчиха“ и другие старые пьесы»
- «Как достать два билета на „Лебединое озеро“?» (1984). Опубликована: книга пьес Николая Коляды «„Старая зайчиха“ и другие старые пьесы»
- «Суд» (1985). Утеряна. Не поставлена. Не опубликована
- «Дощатовские трагедии» (1985). Опубликована: книга пьес Николая Коляды «„Старая зайчиха“ и другие старые пьесы»
- «Играем в фанты» (1986). Первая постановка: 1987 год Театр юного зрителя, Томск, режиссёр Вениамин Сливкин. Пьеса поставлена более чем в 90 театрах России. Переведена на немецкий («Pfanderspiel», переводчик — Александер Каль, поставлена в Ханс Отто театр, Потсдам, 1993, режиссёр Axel Troger), английский («Game of forfeigts», поставлена в Wall-theater, Мельбурн, Австралия, 1995). Опубликована: книга пьес Николая Коляды «Кармен жива»
- «Нелюдимо наше море… или Корабль дураков» (1986). Опубликована, поставлена в нескольких театрах
- «Девять белых хризантем» (1986). Первая постановка: 1988 г. Свердловский экспериментальный Театр-Студия «Галёрка», режиссёр Николай Коляда. Утеряна. Не опубликована
- «Скоморошина». Не опубликована.
- «Провинциалки» (1986). Не поставлена, не опубликована
- «Прощание» (1987). Не поставлена, не опубликована
- «Кашкалдак» (1987). Первая постановка: 1990 год Областной драматический театр, Курган. В 1989 году инсценирована на Свердловском радио. Опубликована: книга пьес Николая Коляды «Старая зайчиха» и другие старые пьесы
- «Родительский день» (1987). Первая постановка: 1990 год Городской драматический театр, Лысьва, режиссёр Анатолий Савин. Не опубликована.
- «Сорок второй километр». Написана в соавторстве. Утеряна. Не опубликована.
- «Барак». Первая постановка: 1988 год Драматический театр имени Луначарского, Калуга, режиссёр Александр Баранников. Была инсценирована на Свердловском радио в 1990 году. Опубликована: журнал «Современная драматургия», 1988, № 5, с предисловием Леонида Зорина; книга пьес Николая Коляды «Старая зайчиха» и другие старые пьесы
- «Письмо Фёдора Раскольникова». Пьеса-монолог. Утеряна. Не опубликована.
- «Горбун» (1988). Не опубликована.
- «Шерочка с машерочкой» (две одноактные пьесы на одну тему: «Шерочка с машерочкой», «Половики и валенки»). 1988. Первая постановка: 1993 г. антреприза театра «Современник», актрисы Лия Ахеджакова и Алла Покровская. В 1997 г. одноактная пьеса «Шерочка с машерочкой» поставлена на Всероссийском телевидении, в главной роли — Римма Маркова. В 2010 поставлена Саратовским театром драмы в составе спектакля «Играем Коляду», режиссёр Римма Белякова. Опубликована: журнал «Театр», 1993, № 3; книга пьес Николая Коляды «Персидская сирень» и другие пьесы
- «Всегда ваша». Написана в соавторстве. Утеряна. Не опубликована
- «Страна слепых», по мотивам рассказа Герберта Уэллса. Рок-опера в двух действиях (1988). Музыка В. Галактионова. Стихи А. Мясникова и А. Ирванца. Не поставлена, не опубликована
- «Очередь». 1988. Не поставлена и не опубликована
- «Вперёд, к коммунизму!» (две одноактные пьесы: «Вперёд, к коммунизму!» и «Вино… вино отравлено!!!»). 1988. Опубликована: книга пьес Николая Коляды «Старая зайчиха» и другие старые пьесы
- «Бенефис». Два монолога для одного актёра: «Вовка-морковка», или «Где ты, товарищ из ЦК?!» и «Кликуша» (1989). Первая постановка: Театр юного зрителя, Свердловск, режиссёр Сергей Белов. Опубликована: книга пьес Николая Коляды «Носферату»
- «Ловец перед Господом» («Красавчик»). Комедия. 1989. Не поставлена. Не опубликована
- «Рогатка». 1989. Первая постановка: 1989 г. San Diego repertory theater, США, режиссёр Роман Виктюк. Первая постановка в России: 1989 г. Ленинградский государственный театр им. Ленинского Комсомола, режиссёр Юрий Николаев, в главной роли Николай Овсянников. Переведена на английский («Slingshot» и «The Catapult»), немецкий («Die Schleuder», переводчик — Александер Каль, поставлена в Jungen Theater Casa Nova, Эссен, Германия, 1993, режиссёр Sylvia Richter; также в театрах Дрездена, Лейпцига, Штутгарта, Берлина и др.), французский («Le lance-pierre»), итальянский («La Fionda», поставлена на радио RAI, Италия; напечатана в книге пьес русских авторов «Teatro della perestrojka», Милан, издательство edizioni costa & nolan, 1991; поставлена в Падуе, Италия, режиссёр Роман Виктюк, в главной роли Коррадо Пани, 1991; также в театрах Флоренции, Рима, Милана и др.), литовский (поставлена в Академическом драматическом театре, Каунас, Литва, 1992, режиссёр Viktoras Sinkariukas), шведский («Slangblgen», поставлена в Stadteater Stockholm, Швеция, 1995, режиссёр Carl Kjellgren), испанский («Tiragomas»), сербский (поставлена в Ужице, Югославия, 1997), болгарский (поставлена в Варне, Болгария), на турецкий, японский языки. Опубликована: журнал «Советский театр», 1990, № 3 (впервые); журнал «Современная драматургия», 1990, № 6, с предисловием Романа Виктюка и Юрия Николаева; книга пьес Николая Коляды «Пьесы для любимого театра»
- «Чайка спела…» («Безнадёга») 1989. Первая постановка: Театр юного зрителя, Екатеринбург, режиссёр Сергей Белов. Транслировалась по Свердловскому телевидению. Опубликована: отделом распространения ВААП-Информ под названием «Не той породы…»: A-04450, 18/04-19904 книга пьес Николая Коляды «Пьесы для любимого театра»
- «Мурлин Мурло» 1989.
- «Курица» (1989). Первая постановка: 1991 г. Академический театр драмы им. Горького, Ростов-на-Дону, режиссёр Александр Иешин. Переведена на сербский язык. В 1991 г. на киностудии ОРФ (Объединение развлекательных фильмов) при «Мосфильме» снят художественный фильм «Курица», автор сценария Николай Коляда, режиссёр Валентин Ховенко, в главных ролях Наталья Гундарева, Светлана Крючкова, Александр Пашутин, Михаил Данилов и др. Опубликована: книга пьес Николая Коляды «Персидская сирень» и другие пьесы
- «Вор» 1989. Первая постановка: 1991 г. Actors Guild of Lexington, Inc., USA, режиссёр Sergej GrabTenko. Первая постановка в России: 1994 г. Театр на Волхонке, Екатеринбург, режиссёр Ростислав Бальмонт. Переведена на немецкий («Der Dieb», перевод — Александер Каль, поставлена в Городском театре, Котбус, Германия, 1994, режиссёр Райнер Флат), английский («The thief»). Опубликована: книга пьес Николая Коляды «Носферату»

1990-е годы
- «Манекен» (1990). В 2007 г. поставлена в театре Дмитрова (Московская область). Опубликована: книга пьес Николая Коляды «Пьесы для любимого театра»
- «Сказка о мёртвой царевне» (1990). Первая постановка: Московский академический театр имени Владимира Маяковского под названием «Фарс только для взрослых, или Сказка о мёртвой царевне», режиссёр Сергей Арцибашев. В 1996 году сыграна на «Бонн-Бенналле» в Германии. Переведена на немецкий, перевод — Александер Каль, («Das Märchen von der toten Zarentochter»), сербский (поставлена в городе Баня-Лука, Босния). В 1993 г. по пьесе снят художественный фильм. На экраны не вышел. Опубликована: книга пьес Николая Коляды «Пьесы для любимого театра»
- «Букет» (1990). Опубликована: книга пьес Николая Коляды «Кармен жива», поставлена в «Коляда-театре»
- «Не смотри» (1990). Не поставлена. Не опубликована
- «Чёрный принц» (1990). Не поставлена. Не опубликована
- «Для тебя» (две одноактных пьесы для актёра и актрисы «Венский стул» и «Черепаха Маня», 1991). Первая постановка: Екатеринбургский театр юного зрителя, режиссёр Sylvia Richter. Переведена на немецкий, перевод — Александер Каль, («Für Dich» (Wiener Stuhl, Schildkröte Manja), поставлена в Prinzregent-Theater, Bochum, Германия, 1996). В 1996 г. по пьесе «Венский стул» сделан радиоспектакль на РТР с участием Ильзе Лиепа и Андрея Соколова. Опубликована: журнал «Die Deutsche Bühne», 1994, № 10 («Венский стул»); книга пьес Николая Коляды «Персидская сирень» и другие пьесы"
- «Американка», Монолог в одном действии (1991). Первая постановка: 1991 г. Академический театр, Пермь, в главной роли Ольга Битюцкая. Переведена на немецкий, перевод — Александер Каль, («Die Amerikanerin», поставлена в Staatstheater Kassel, Германия, 1994, режиссёр Michael Leinert, в главной роли Карин Неннеман), французский («La americaine», поставлена в Teatre obligatoire Париж, Франция, 1995). Опубликована: книга пьес Николая Коляды «Пьесы для любимого театра»; книга пьес русских авторов «Theatre Russe Contemporain» (Франция)
- «Колдовка» (1991). Переведена на немецкий («Die Hexerin»), итальянский («La strega», поставлена в Teatro Tordinona, Rom, Италия, 1993, режиссёр Bruno Giordano). В 2005 г. поставлена в театре Пскова. В 2010 поставлена Саратовским театром драмы в составе спектакля «Играем Коляду», режиссёр Римма Белякова. Опубликована: книга пьес Николая Коляды «„Старая зайчиха“ и другие старые пьесы»
- «Канотье» (1992, Штутгарт, ФРГ). Первая постановка (в сокращённом варианте): 1993 г. Театр имени Моссовета, режиссёр Борис Щедрин, в главной роли Александр Леньков. Первая постановка полного варианта: 1994 г. Серовский театр драмы им. Чехова, режиссёр и исполнитель главной роли Виктор Узун. В 1995 г. поставлена в Академическом театре драмы Екатеринбурга, режиссёр Николай Коляда, в главной роли Вячеслав Кириличев (Премия Свердловской организации СТД за лучшую мужскую роль и премия за лучшую режиссуру.) Переведена на немецкий, перевод — Александер Каль, («Der Canotier»), украинский (поставлена в театре Ровно, и в Тернопольском областном академическом украинском драматическом театре Т. Г. Шевченко, режиссёром Олегом Мосийчук под названием «За шаг до тебя»)
 Опубликована: журнал «Современная драматургия», 1993, № 1; книга пьес Николая Коляды «Пьесы для любимого театра»
- «Пиявка» (первый вариант; 1992, Штутгарт). Не поставлена. Не опубликована
- «…Америка России подарила пароход…» (1992, Штутгарт). В 2005 г. поставлена в театре Костромы. Опубликована: книга пьес Николая Коляды «Старая зайчиха» и другие старые пьесы
- «Полонез Огинского» (1993, Гамбург). Первая постановка: 1994 г. Театр на Малой Бронной, режиссёр Лев Дуров, в главных ролях Екатерина Дурова и Кирилл Казаков. Вторая постановка: 1994 г. Театр Романа Виктюка, Москва, режиссёр Роман Виктюк, в главной роли Людмила Максакова и Сергей Маковецкий. В 1994 г. поставлена в Академическом театре драмы, Екатеринбург, режиссёр Николай Коляда, в главной роли Татьяна Малягина (приз за лучшую женскую роль Свердловской организации СТД РФ за 1994 год.) Этот спектакль был отмечен как лучший на фестивале «Коляда-Plays». Переведена на немецкий, перевод — Александер Каль, («Die Polonaise von Oginski», поставлена в Stadttheater Konstanz, Германия, 1994, режиссёр Alexander Brill; также в театрах Эссена (режиссёр Николай Коляда), Йена, Гера и др.), английский («Oginsky’s Polonaise», постановка в Gate theatre, Лондон, 1996 года), сербский (поставлена в Юголосвенско Драмско Позориште, Белград, Югославия, 1996). Опубликована: журнал «Драматург» 1994, № 3; книга пьес Николая Коляды «Пьесы для любимого театра»
- «Ключи от Лёрраха» (1993, Гамбург). Первая постановка: 1999 г. ТЮЗ, город Советск (Калининградская область). Опубликована: журнал «Современная драматургия», 1994, № 2, с предисловием Леонида Зорина; книга пьес Николая Коляды «„Старая зайчиха“ и другие старые пьесы»
- «Нюня» (цикл «Хрущёвка») (1993). Первая постановка: Кировский государственный театр юного зрителя на Спасской, режиссёр Александр Клоков. Переведена на немецкий, перевод — Александер Каль, («Katzenjammer»). Опубликована: книга пьес Николая Коляды «Пьесы для любимого театра»; журнал «Арт-Лайн», 1997 (на украинском языке)
- «Сирокко» (1994). Не поставлена, не опубликована
- «Я у мамы дурочка» (1994). Не поставлена, не опубликована
- «Персидская сирень» (цикл «Хрущёвка») (1995)
- «Родимое пятно» (цикл «Хрущёвка») (1995). Переведена на немецкий язык, перевод — Александер Каль, («Libellenfeuer»). Опубликована: журнал «Урал», 1996, № 5-6; книга пьес Николая Коляды «Персидская сирень» и другие пьесы"
- «Поёт Робертино Лоретти» (1994). Утеряна. Не опубликована
- «Выкрест» (1995). Не поставлена, не опубликована
- «…Мы едем, едем, едем в далёкие края…» (1995). Первая постановка: 1996 г. театр «Современник», Москва, режиссёр Галина Волчек, в главных ролях Авангард Леонтьев, Лия Ахеджакова, Галина Петрова, Елена Яковлева. Спектакль был в репертуаре театра шесть лет. Переведена на немецкий язык, перевод — Александер Каль, («Wenn die bunten Fahnen wehen», поставлена в Schlosstheater Nürnberg, Германия, 1998). Опубликована: книга пьес Николая Коляды «Персидская сирень» и другие пьесы"
- «Бином Ньютона» (цикл «Хрущёвка») (1995). Не поставлена. Переведена на немецкий язык, перевод — Александер Каль, («Das Newtonsche Binom»). Опубликована: книга пьес Николая Коляды «Персидская сирень» и другие пьесы"
- «Девушка моей мечты» (цикл «Хрущёвка») (1995). Переведена на немецкий язык, перевод — Александер Каль, («Die Frau meiner Traume»). В 1998 году по пьесе поставлен радиоспектакль на немецкой радиостанции ORB. Опубликована: книга пьес Николая Коляды «Персидская сирень» и другие пьесы
- «Затмение» (цикл «Хрущёвка») (1996). Первая постановка: ТЮЗ, Заречный (Орловская обл.). Опубликована: журнал «Драматург» (год?), № 7; книга пьес Николая Коляды «Персидская сирень» и другие пьесы"
- «Театр» (цикл «Хрущёвка») (1996). Первая постановка: 1997 г., театр «Бенефис», Екатеринбург (спектакль назывался «Дурак и дурнушка»), режиссёр Николай Коляда. Опубликована: журнал «Драматург» (год?), № 7, под названием «Театральный роман-с»; книга пьес Николая Коляды «Персидская сирень» и другие пьесы"
- «Картина» (цикл «Хрущёвка») (1996). Переведена на немецкий, перевод — Александер Каль, («Das Bild»). Опубликована: книга пьес Николая Коляды «Персидская сирень» и другие пьесы
- «Царица ночи» (цикл «Хрущёвка») (1996). Не поставлена. Опубликована: книга пьес Николая Коляды «Персидская сирень» и другие пьесы
- «Сглаз» (цикл «Хрущёвка») (1996). Первая постановка: 1997 г. театр «Бенефис», Екатеринбург, режиссёр Николай Коляда. Переведена на немецкий, перевод — Александер Каль, («Der Fluch»). Поставлена также в театрах г. Красноярска и др. Опубликована: книга пьес Николая Коляды «Персидская сирень» и другие пьесы"
- «Куриная слепота» (1996). Первая постановка: 1997 г. Академический театр драмы, Екатеринбург, режиссёр Николай Коляда, художник Владимир Кравцев, в главной роли Вероника Белковская. Опубликована: журнал «Современная драматургия», 1996, № 1; книга пьес Николая Коляды «Персидская сирень» и другие пьесы"
- «Моцарт и Сальери» (первый вариант; 1996). Поставлена под названием «Крест, кладбище, камея» в 2018 году в «Коляда-театре», Екатеринбург.
- «Землемер» (1997). Поставлена: 2000 г. в Скопье, Македония; 2004 г. «Коляда-театр», Екатеринбург. Опубликована: книга пьес Николая Коляды «Персидская сирень» и другие пьесы"
- «Попугай и веники» (цикл «Хрущёвка») (1997). Опубликована: книга пьес Николая Коляды «Уйди-уйди»
- «Зануда» (цикл «Хрущёвка») (1997). Не поставлена. Опубликована: книга пьес Николая Коляды «Уйди-уйди»
- «Дураков по росту строят» (1998). Первая постановка: 1998 г. Театр на Перовской, Москва, режиссёр Кирилл Панченко. Опубликована: книга пьес уральских авторов «Арабески»; книга пьес Николая Коляды «Уйди-уйди»
- «Уйди-уйди» (1998). Первая постановка: 1999 г. Академический театр драмы, Екатеринбург, режиссёр Н. Коляда, художник В. Кравцев. В 2000 г. той же постановочной группой осуществлён спектакль в московском театре «Современник». Опубликована: журнал «Современная драматургия», 1999, № 1; книга пьес Николая Коляды «Уйди-уйди»
- «Старосветские помещики» (фантазия на темы Н. В. Гоголя) (1998). Первая постановка: 2000 г. антреприза Анатолия Воропаева с участием Лии Ахеджаковой и Богдана Ступки, режиссёр Валерий Фокин, под названием «Старосветская любовь». Опубликована: книга пьес Николая Коляды «Уйди-уйди»
- Dreisiebenass / «Тройкасемеркатуз, или Пиковая дама» (драматическая фантазия на темы повести А. С. Пушкина; 1998). Первая постановка: 1999 г. Московский драматический театр имени А. С. Пушкина, режиссёр Юрий Ерёмин. Опубликована: книга пьес уральских авторов «Метель»; книга пьес Николая Коляды «Уйди-уйди»
- «Три китайца» (1998). Не поставлена. Опубликована: журнал «Урал», 2000, № 13; книга пьес Николая Коляды «Уйди-уйди»
- «Гараж» (1998). Не поставлена, не опубликована
- «Группа ликования», новогодняя комедия-пустячок в двух действиях (1999). Первая постановка: 1999 г. Театр «Волхонка», Екатеринбург. В 2008 г. поставлена в «Коляда-Театре». В 2010 поставлена Саратовским театром драмы в составе спектакля «Играем Коляду», режиссёр Римма Белякова. Опубликована: книга пьес Николая Коляды «Уйди-уйди»

2000-е годы
- «Тутанхамон» (2000). Первая постановка: Камерный театр, Челябинск. В 2005 году поставлена в «Коляда-театре». В 2010 поставлена Саратовским театром драмы в составе спектакля «Играем Коляду», режиссёр Римма Белякова. Опубликована: книга пьес Николая Коляды «Кармен жива»
- «Селестина» (по мотивам Фернандо де Рохаса) (2001). В 2002 г. поставлена в театре «Современник», режиссёр Николай Коляда. Опубликована: книга пьес Николая Коляды «Кармен жива»
- «Амиго» (2002). Поставлена впервые в «Коляда-театре» в 2005 году. Опубликована: книга пьес Николая Коляды «Кармен жива»
- «Кармен жива!» (2002). Поставлена в «Коляда-театре» в 2003 году: спектаклем по этой пьесе открылся театр. Опубликована: книга пьес Николая Коляды «Кармен жива»
- «Пиявка» (второй вариант; 2002). Не поставлена. Опубликована: книга пьес Николая Коляды «Кармен жива»
- «Моцарт и Сальери» (второй вариант; 2002). Не поставлена. Опубликована: книга пьес Николая Коляды «Кармен жива»
- «Пишмашка» (2002). Первая постановка: 2006 г. театр «Абажур», Санкт-Петербург. Опубликована в книге пьес «Кармен жива» (Екатеринбург, 2002 год).
- «Нюра Чапай» (2003). Первая постановка: московская антреприза «Дуэт» с участием Ольги Аросевой. Опубликована: книга пьес Николая Коляды «Носферату»
- «Откуда-куда-зачем» (2003). Не поставлена. Опубликована: книга пьес Николая Коляды «Носферату»
- «Носферату» (2003). Поставлена в театре «Ангажемент», Тюмень и в других театрах
- «Птица Феникс» (2003). Первая постановка: 2003 г. «Коляда-театр», Екатеринбург. Опубликована: журнал «Современная драматургия», 2004; книга пьес Николая Коляды «Носферату»
- «Дудочка» (2003). Опубликована в книге пьес «Носферату»
- «Нежность» (2003). Первая постановка: 2005 г. «Коляда-театр», Екатеринбург. Опубликована: книга пьес Николая Коляды «Носферату»
- «Мадам Роза» / Blumentag, по мотивам романа Эмиля Ажара «Вся жизнь впереди» (2004). Первая постановка: 2003 г. «Коляда-театр», Екатеринбург. Опубликована: книга пьес Николая Коляды «„Старая зайчиха“ и другие старые пьесы»
- «Карлсон вернулся!», пьеса-сказка (2004). Поставлена в «Коляда-театре» и в других театрах России и стран СНГ
- «Старик Хоттабыч», сказка (2004). Поставлена в «Коляда-театре». Опубликована: книга пьес Николая Коляды «Коробочка»
- «Золушка», сказка (2004). Поставлена в «Коляда-театре» и в других театрах России и стран СНГ. Опубликована: книга пьес Николая Коляды «Коробочка»
- «Снежная королева» (2005). Поставлена в «Коляда-театре» и в других театрах России и стран СНГ. Опубликована: книга пьес Николая Коляды «Коробочка»
- «Старая зайчиха» (2006). Первая постановка: 2006 г. театр «Современник», режиссёр Галина Волчек. Опубликована: журнал «Современная драматургия»; книга пьес Николая Коляды «„Старая зайчиха“ и другие старые пьесы»
- «Золотой ключик, или Приключения Буратино» (2006). Поставлена в «Коляда-театре»
- «Морозко» (2007). Поставлена в «Коляда-театре» Опубликована: книга пьес Николая Коляды «Коробочка»
- «Всеобъемлюще» (2008). Поставлена в 2010 году в Государственном национальном русском театре драмы Кыргызской Республики им. Ч.Айтматова, Бишкек. Поставлена в «Коляда-театре» в 2010 г. Не опубликована
- «Финист Ясный Сокол» (2008). Поставлена в «Коляда-театре». Опубликована: книга пьес Николая Коляды «Коробочка»
- «Иван Фёдорович Шпонька и его тётушка», по мотивам Н. Гоголя (2008). Поставлена в 2018 году в «Коляда-театре». Опубликована: книга пьес Николая Коляды «Коробочка».
- «Коробочка», по мотивам Н. Гоголя (2009). Не поставлена. Опубликована: книга пьес Николая Коляды «Коробочка»
- «Большая советская энциклопедия» (2010). Поставлена в «Коляда-театре» в 2012 году
- «Раскольников», по мотивам Ф. Достоевского (2019). Поставлена в «Коляда-театре»
- «Калигула» (2019). Поставлена в «Коляда-театре» в 2019.
- «Детство», по мотивам М. Горького (2019). Поставлена в «Коляда-театре» в 2019 году
- «Пузырь, соломинка и лапоть» (2019). Поставлена в «Коляда-театре» в 2019 году[3].

### Проза
- «Бери да помни», сборник рассказов 2020—2021 годов

### Киносценарии
- 1991 — Курица (режиссёр Валентин Ховенко, оператор Евгений Гуслинский, в главных ролях Наталья Гундарева и Светлана Крючкова)

## Постановки пьес

### В России
- Театр «Балтийский дом», Санкт-Петербург:
  - «Рогатка», реж. Юрий Николаев, 1990
  - «Мурлин Мурло», реж. Юрий Николаев, 1990
- Московский театр «Современник»:
  - «Мурлин Мурло», реж. Галина Волчек, 1991; реж. Сергей Гармаш, 2009
  - «Мы едем, едем, едем…», муз. обработка Владимир Дашкевич, реж. Галина Волчек, 1996
  - «Уйди-уйди», реж. Николай Коляда, 2000
  - «Заяц. Love story» по пьесе «Старая зайчиха», реж. Галина Волчек, 2006
- Театр им. Маяковского, «Сказка о мёртвой царевне», реж. Сергей Арцибашев, 1992
- Театр имени Моссовета, «Канотье», реж. Борис Щедрин, 1993
- Театр Романа Виктюка:
  - «Рогатка», реж. Роман Виктюк, 1993
  - «Полонез Огинского», реж. Роман Виктюк, 1994
- Театр на Покровке, «Курица», реж. Сергей Арцибашев, 1994
- Театр на Малой Бронной, «Полонез Огинского», реж. Лев Дуров, 1995
- Саратовский академический театр драмы имени И. А. Слонова
  - «Мы едем, едем, едем…», реж. Александр Цодиков, 1996[37]
- Волгоградский государственный новый экспериментальный театр «Мурлин Мурло», реж. Отар Джангишерашвили
- Московский драматический театр имени К. С. Станиславского, «Полонез Огинского», реж. Леонид Хейфец, 1998
- Театр на Перовской, «Дураков по росту строят», реж. Кирилл Панченко, 1998
- Каменск-Уральский театр «Драма Номер Три», «Старосветские помещики» («Старосветская любовь»), реж. Людмила Матис, 2006. Лауреат конкурса и фестиваля «Браво!» — 2006 Лариса Комаленкова и Александр Иванов — «Лучший дуэт в драматическом театре»
- Волгоградский театр юного зрителя
  - «Уйди-уйди», реж. Ирина Зубжицкая, 2007
- Театр на Юго-Западе, «Баба Шанель», реж. Валерий Белякович, 2011
- Казанский большой драматический театр имени В. И. Качалова, «Баба Шанель», реж. Александр Славутский, 2011
- Театр Орлёнок, «Бином Ньютона», реж. Юрий Головин, 2012
- Озёрский театр драмы и комедии «Наш дом», «Лысый принц» по пьесе «Группа ликования», реж. Михаил Пазников, 2013
- Санкт-Петербургский театр «Русская антреприза» имени Андрея Миронова, «Баба Шанель», реж. Юрий Цуркану, 2014
- Театриум на Серпуховке, «Баба Шанель», реж. Тереза Дурова
- Театр Одного, «Баба Шанель», реж. Борис Алексеев, 2015
- Кимрский театр драмы и комедии, «Баба Шанель», реж. Евгений Сикачёв
- Нижегородский Независимый «Театр на Счастливой», «Баба Шанель», реж. Ирина Кучина
- Театр «Большая Медведица», «Баба Шанель», реж. Валерия Приходченко, 2016
- Пензенский областной театр кукол «Кукольный дом», «Попугай и веники», реж. Владимир Бирюков, 2017

Антреприза:
- «Персидская сирень», реж. Борис Мильграм, с участием Лии Ахеджаковой и Михаила Жигалова, 1996
- «Старосветские помещики», реж. Валерий Фокин, с участием Лии Ахеджаковой и Богдана Ступки. Спектакль выдвинут на Государственную премию России, 2000

### За рубежом
- США, Сан-Диего, «Сан-Диего Репертори Тиэтр», 1989 — «Рогатка», режиссёр Роман Виктюк
- США, Лексингтон, 1992 — «Вор»
- США, Чикаго, Чикаго репертори тиэтр, ноябрь 2001 — «Уйди-уйди»
- Швеция, Стокгольм, «Штаатстеатер», 1995 — «Рогатка»
- Англия, Девон — «Мурлин Мурло»; Лондон, «Гейт-Тиэтр» — «Полонез Огинского», «Мурлин Мурло»
- Италия, Рим, «Тординона» — «Колдовка», «Рогатка», режиссёр Роман Виктюк, актёр Коррадо Панни
- Франция, Париж, «Облигатор» — «Американка»; Авиньонский фестиваль — «Полонез Огинского»
- Югославия, Белград — «Полонез Огинского», «Курица»; Нови-Сад — «Мурлин Мурло»; Ужице — «Рогатка»; Ниш — «Полонез Огинского»
- Черногория, Будва — «Курица»
- Австралия, Сидней — «Рогатка», «Игра в фанты»
- Литва, Вильнюс — «Рогатка»
- Канада, Виннипег — «Мурлин Мурло»
- Монголия, Улан-Батор — Государственный драматический театр, 2009 — «Игра» (режиссёр Н. Ганхуяг)
- Венгрия, Капошвар — «Мурлин Мурло»
- Болгария, Варна — «Рогатка»
- Германия, Киль, Штутгарт, Эссен — «Мурлин Мурло»; Эссен, Гёттинген, Штутгарт, Дрезден — «Рогатка»; Потсдам — «Игра в фанты»; Котбус, Хемниц — «Вор»; Бохум — «Для тебя»; Йена, Гера, Эссен — «Полонез Огинского»; Бонн — «Родимое пятно»; Нюрнберг — «Мы едем, едем…»

### Публикации
- Журнал «Урал», 1984, № 10. Рассказы «Миллион», «Балерина»
- Сборник рассказов молодых уральских авторов «Начало лета», Средне-Уральское книжное издательство, 1986, рассказы «Тамара» и др.
- Сборник рассказов молодых уральских авторов «Ожидание», рассказы «Лёнька Лаптев» и др.
- «Оскорблённый еврейский мальчик». Картина. / Nikolaj Koljada. «Der gedemütigte jüdische Knabe». Пер. на немецкий Alexander Kahl (Александер Каль). Штутгарт, Edition Solitude, 1993

Выступил редактором-составителем Сборников пьес уральских авторов:
- «Арабески» (1998)
- «Метель» (2000)
- «Репетиция» (2001)
- «Нулевой километр» (2003)
- «Транзит» (2004)
- «Книга судеб» (2004)
- «Всё будет хорошо» (2005)
- «Театр в бойлерной» (2006)
- «За линией» (2008)
- «Третий глаз» (2009)
- «Люби меня сильно» (2010)
- «Я не вернусь» (2011)

## Фильмография
- 1981 — Ночь председателя — эпизод
- 1995 — Стендовые испытания — Николай
- 2018 — Кроткая — бомж
- 2018 — Война Анны — эпизод
- 2021 — Петровы в гриппе — водитель Газели
- 2021 — Последняя «Милая Болгария» — командир полка

## Награды и звания
- 1988 — премия журнала «Театральная жизнь» «За лучший дебют в драматургии» (за пьесы «Барак» и «Играем в фанты»)
- 1993 — премия Екатеринбургского отделения СТД РФ за активную и плодотворную работу в области драматургии
- 1997 — премия Губернатора Свердловской области (за пьесу «Мы едем, едем, едем в далёкие края…»)
- 1997 — премия конкурса «Браво!» в номинации «Лучшая работа режиссёра» за спектакль «Русская народная почта» в Свердловском театре драмы
- 1999 — лауреат Международной премии имени К. С. Станиславского — сезон 1997—1998[38][39]
- 2000 — премия имени Татищева и де Геннина
- 2002 — лауреат премии имени П. П. Бажова за сборник пьес «Кармен жива»
- 2003 — заслуженный деятель искусств Российской Федерации[40]
- 2004 — лауреат Царскосельской художественной премии
- 2007 — премия конкурса и фестиваля «Браво!» в номинации «Лучшая работа постановщика» за спектакль «Гамлет» в «Коляда-театре»
- 2008 — специальный приз жюри «Особый взгляд» конкурса и фестиваля «Браво!» — за нетрадиционный подход к постановке классического произведения «Король Лир» в «Коляда-театре»
- 2009 — премия конкурса и фестиваля «Браво!» в номинации «Лучший постановщик в драматическом театре» за спектакль «Трамвай „Желание“» в «Коляда-театре»
- 2009 — лауреат «Дягилевской премии» в Перми за фестиваль современной драматургии «Коляда-Plays»[41]
- 2010 — премия конкурса и фестиваля «Браво!» в номинации «Лучшая работа постановщика» за спектакли «Два плюс два» и «Фронтовичка» в «Коляда-театре»
- 2011 — премия конкурса и фестиваля «Браво!» в номинации «Лучший постановщик в драматическом театре» за спектакль «Борис Годунов» в «Коляда-театре»
- 2018 — премия Губернатора Свердловской области за 2017 год — «За выдающиеся достижения в области литературы и искусства» (за пьесы 2015—2017 годов, опубликованные в собрании сочинений)[42]

## Комментарии
1. ↑  На режиссёра составили административный протокол якобы за то, что ударил полицейского[29]. Позднее стало известно, что режиссёр хоть и был нетрезв, но не бил полицейского, а только хотел обнять стража порядка[30].